# Niphocona argentilinea
Niphocona argentilinea är en fjärilsart som beskrevs av George Francis Hampson. Niphocona argentilinea ingår i släktet Niphocona och familjen nattflyn. Inga underarter finns listade i Catalogue of Life.